# Polisorbato 80
El polisorbato 80  (llamado también monooleato de sorbitán polioxietilenado (20), monooleato polioxietilen(20)sorbitano o Tween 80) es un aditivo alimentario con acción detergente: Emulsiona y disuelve las grasas. Es una sustancia aprobada por la Unión Europea, para uso en alimentos e identificada como emulsionante, E-433. Es un líquido viscoso de color amarillo soluble en agua.

## Propiedades químicas
El polisorbato 80 es un compuesto derivado de la etoxilación del sorbitano y su posterior monoesterificación con ácido oleico. Los grupos hidrófilos de este tensioactivo no iónico son los poliéteres, con un total de 20 óxidos de etileno por molécula. 
El pH de una solución acuosa al 5% es 5-7, el punto de inflamación es > 149 °C y la viscosidad es de 425 mPa·s. Tiene un valor HLB de 15,0 por lo que es adecuado para la producción de emulsiones o/w (de aceite-en-agua).
La concentración micelar crítica (CMC) es 1,2 × 10-5 mol/L en agua a 25 °C.